# Provincialismo gallego
El provincialismo fue un movimiento político que surgió en Galicia (España) alrededor de 1840 y constituyó uno de los primeros antecedentes del galleguismo y del nacionalismo gallego.
Su objetivo era la recuperación de Galicia cómo una única provincia que mantuviera la unidad administrativa, social, cultural y económica. Esta unidad se había perdido con la división provincial de 1833, que había terminado formalmente con el que se había llamado reino de Galicia. Políticamente tuvo su momento central en los sucesos de abril de 1846. Literariamente dio lugar al Rexurdimento.
El provincialismo se gestó alrededor de la Sociedade Patriótica y Acción Literaria, un grupo de jóvenes hidalgos apasionados por la literatura, que descubrirían a través de ella su tierra gallega, el retraso en el que estaba sumida y el desprecio con que se les consideraba. Se reunían en Santiago de Compostela periódicamente para realizar conferencias sobre temas como la legitimidad de la pena de muerte, el socialismo de Fourier o la emancipación de la mujer. Publicaban, en castellano, en medios creados por ellos, como El Iris de Galicia, El Centinela de Galicia, El Idólatra de Galicia, El Emancipador Gallego, La Situación de Galicia, La Aurora de Galicia, etc., cuyos títulos revelan cuál era su centro de interés.
Su líder más destacado fue el periodista Antolín Faraldo, que denominaba a su actividad "La Gran Obra". Junto a él, Romero Ortiz, Neira de Mosquera o Pío Rodríguez Terrazo.
Como movimiento nunca tuvo unos ideales claros y homogéneos. Se pretendía una autonomía legislativa y tributaria de Galicia, nunca clara, tal vez federalista, así como la reforma del sistema universitario. El pronunciamiento de abril de 1846 capitaneado por el coronel comandante de Estado Mayor de la Capitanía General de Galicia, Miguel Solís, contra el gobierno de Narváez, no tenía un carácter regionalista, pero los líderes provincialistas que se sumaron a la sublevación, como Faraldo y Rodríguez Terrazo, se lo incorporaron.
El levantamiento se saldó con el fusilamiento de 12 oficiales (los Mártires de Carral) y el exilio de los dirigentes civiles del mismo. El ideario galleguista prendió en la intelectualidad, dando origen al Rexurdimento.